# 新赫布里底板块

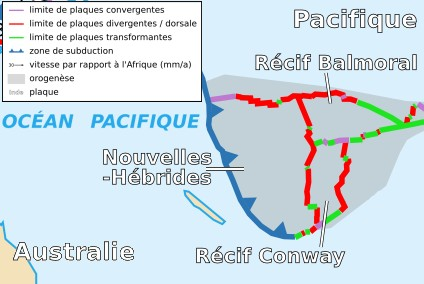
新海布里地板塊

新海布里地板塊（New Hebrides Plate）是太平洋的小型板塊，位於島嶼國家瓦努阿圖附近，西南面的印度-澳洲板塊沉入新海布里地板塊。新海布里地隱沒帶在過去25年發生超過7級或以上的地震，最近一次大型地震是2008年4月9日在瓦努阿圖塔那島（Tanna）西南70公里發生的7.3級地震。